# 덕비 허씨
덕비 허씨(중국어: 許德妃, 생년 미상 - 1602년)는 명 신종의 후궁이다.

## 생애
명 신종 만력 14년 2월 경 (1586년), 허씨를 덕비로 책봉하였다. 명 신종 헌황제 실록이 누락되어 구체적인 책립 시기는 알 수 없다.
만력 30년 8월, 덕비 허씨가 사망하였고, 자녀를 출산한 기록은 없으며, 시호는 장정(莊靖)이다.

## 참고사료
- 《명신종실록》